# 波羅米夫
50°45′10″N 24°4′46″E / 50.75278°N 24.07944°E
波羅米夫（烏克蘭語：Поромів），是烏克蘭的村落，位於該國西部沃倫州，由沃洛德米爾區負責管轄，始建於1552年，面積17.2平方公里，海拔高度217米，2001年人口839，人口密度每平方公里48.78人。